# Volkswagen Challenger 1996
Il Volkswagen Challenger 1996 è stato un torneo di tennis facente parte della categoria ATP Challenger Series nell'ambito dell'ATP Challenger Series 1996. Il torneo si è giocato a Wolfsburg in Germania dal 5 all'11 febbraio 1996 su campi in sintetico indoor.

## Vincitori

### Singolare
Gianluca Pozzi ha battuto in finale  Thomas Johansson con il punteggio di 4–6, 7–6, 7–6

### Doppio
Dirk Dier /  Arne Thoms hanno battuto in finale  Jim Pugh /  Joost Winnink con il punteggio di 6–4, 6–4